# Alberto García Aspe
Alberto García Aspe (ur. 11 maja 1967 w mieście Meksyk), meksykański piłkarz występujący na pozycji środkowego pomocnika, jeden z wciąż pojawiających się liderów reprezentacji Meksyku w piłce nożnej.
Klubową karierę zaczął w roku 1984, Garcia Aspe grał w UNAM Pumas, Necaxa, River Plate, Club América i Puebla. Reprezentacja 1988–2002: 109A - 21 goli. García Aspe grał na trzech mundialach (Mistrzostwa Świata w Piłce Nożnej 1994, 1998, Mistrzostwa Świata w Piłce Nożnej 2002). Znajduje się na 5. miejscu w kategorii największej liczby występów dla reprezentacji Meksyku.
García Aspe jest obecnie komentatorem meksykańskiej stacji telewizyjnej Televisa.